# Beziehungen zwischen Mexiko und den Vereinigten Staaten
Die Beziehungen zwischen Mexiko und den Vereinigten Staaten (USA) sind von einer komplexen und wechselhaften Geschichte geprägt. Da beide Staaten Nachbarn sind und einige Gebiete der USA einst zum mexikanischen Staat gehört haben, sind die interkulturellen, wirtschaftlichen und interpersonellen Beziehungen zwischen beiden Staaten sehr eng. Dazu kommt, dass knapp ein Zehntel der US-amerikanischen Bevölkerung mexikanischer Abstammung sind (in den US-Bundesstaaten an der Grenze zu Mexiko sogar bis zu einem Drittel). Für beide Länder sind die Beziehungen zum jeweils anderen deshalb von besonderer Bedeutung. Nach dem Abschluss des Freihandelsabkommens NAFTA im Jahre 1994 wurde ein gemeinsamer Wirtschaftsraum geschaffen und die Handels- und Investitionsbeziehungen vertieft. Für Mexiko sind die USA der mit Abstand wichtigste Handelspartner und für die USA war Mexiko 2021 der zweitwichtigste Handelspartner, noch vor der Volksrepublik China oder jedem europäischen Land.

## Geschichte

### Frühe Geschichte
Die Beziehungen zwischen den USA und Mexiko sind aus den früheren Beziehungen zwischen der jungen Nation der Vereinigten Staaten und dem Spanischen Kolonialreich und seiner Kolonie, dem Vizekönigreich Neuspanien, hervorgegangen. Das heutige Mexiko bildete das Kerngebiet des Vizekönigreichs Neuspanien, als die Vereinigten Staaten im Amerikanischen Unabhängigkeitskrieg (1775–1783) ihre Souveränität erlangten. Spanien hatte den Dreizehn Kolonien in diesem Krieg als Verbündeter gedient.

### 19. Jahrhundert

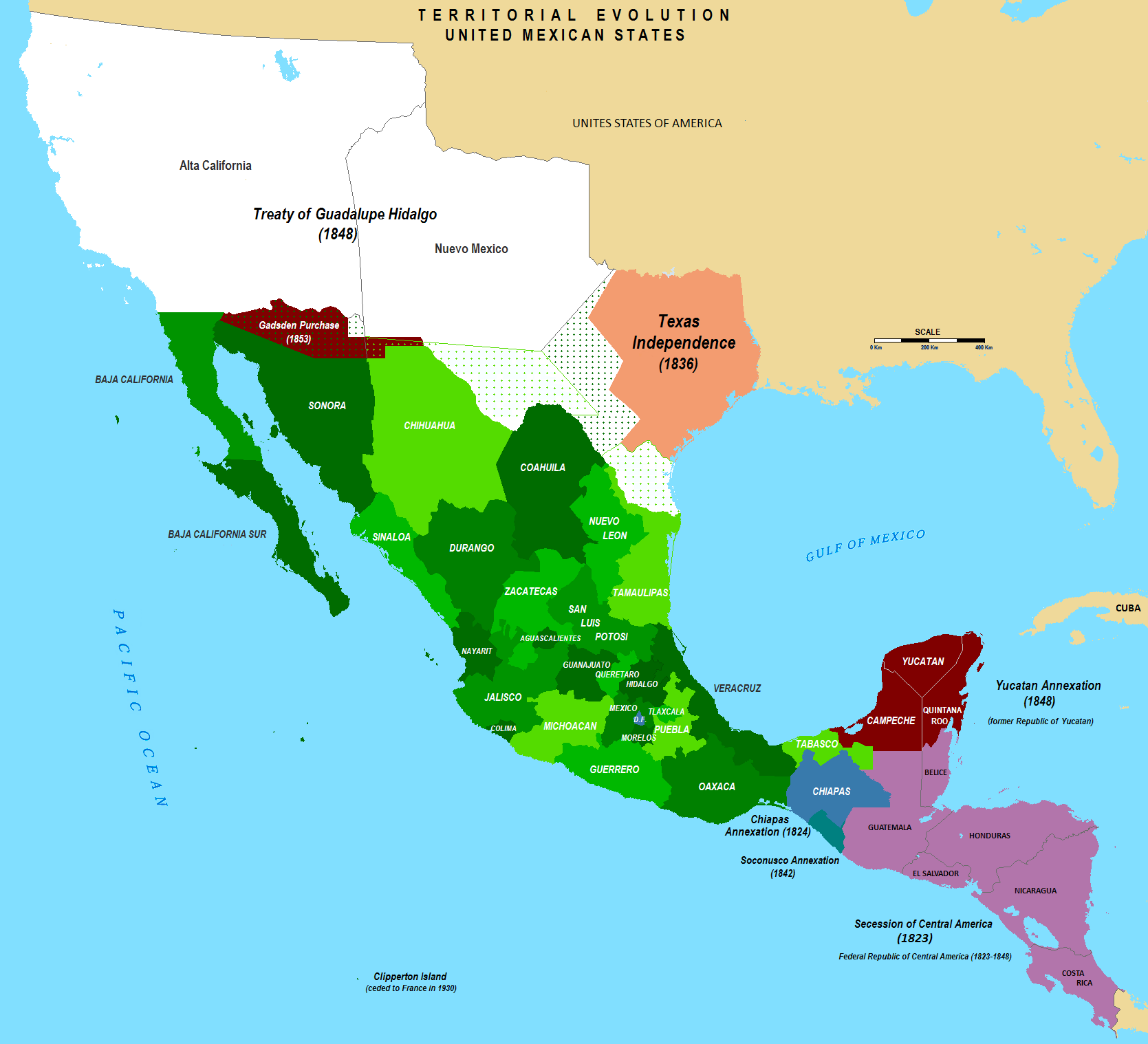
Die Gebietsentwicklung Mexikos, unter Berücksichtigung der Verluste an die Vereinigten Staaten (rot, weiß und orange).

Nach dem Louisiana Purchase (1803) kam es zu einem Territorialstreit zwischen den Spaniern und den USA, die Ansprüche auf Texas als Teil des Kaufs stellten. Der Streit wurde mit dem Adams-Onís-Vertrag von 1819 gelöst, in der die USA auf ihre Ansprüche auf Texas verzichteten und stattdessen das spanische Florida kauften. 1821 wurde Mexiko nach dem mexikanischen Unabhängigkeitskrieg von den Spaniern unabhängig, mit Agustín de Iturbide als erstem Kaiser von Mexiko. Die neue Nation in Nordamerika wurde am 12. Dezember 1822 von den USA anerkannt, als diplomatische Beziehungen aufgenommen wurde. Unter ihrem Gesandten Joel Roberts Poinsett unterboten die USA den Mexikanern ein Angebot für den Kauf des nördlichen Mexiko (Oberkalifornien, Texas und Neu-Mexiko sowie Teile von Niederkalifornien, Sonora, Coahuila, und Nuevo León), welches allerdings von Mexiko abgelehnt wurde. Ab den 1820er Jahren begannen sich Angloamerikaner unter der Führung von Stephan F. Austin in großer Zahl im Osten von Texas niederzulassen. Die Migration der Amerikaner in das kaum besiedelte Gebiet führte bald zu Konflikten mit der mexikanischen Regierung, als die Siedler Autonomie und die Einführung der Sklaverei in Texas forderten. Die Meinungsverschiedenheiten führten zur texanischen Revolution und der Ausrufung der Republik Texas, die von 1836 bis 1845 unter dem Schutz der USA bestand, ohne dass dessen Unabhängigkeit von Mexiko anerkannt worden oder ihre Grenzen festgelegt worden wären. Im Jahr 1845 annektierten die Vereinigten Staaten Texas, was zu einem Streit mit Mexiko und schließlich zum Mexikanisch-Amerikanischen Krieg führte. Der Krieg erwies sich für Mexiko als katastrophal; die Amerikaner eroberten Neu-Mexiko und Kalifornien und drangen in die nördlichen Provinzen Mexikos ein. Im September 1847 nahmen US-Truppen unter General Winfield Scott die Hauptstadt Mexiko-Stadt ein. Der Vertrag von Guadalupe Hidalgo vom 2. Februar 1848 beendete den Konflikt. Infolgedessen war Mexiko gezwungen, sein gesamtes nördlichstes Territorium, einschließlich Kalifornien und Neu-Mexiko, an die Vereinigten Staaten zu verkaufen. Außerdem verzichtete Mexiko auf seine Ansprüche auf Texas, und die Vereinigten Staaten zahlten 15 Millionen US-Dollar Entschädigung für Kriegsschäden. Die Mexikaner in den annektierten Gebieten wurden US-Bürger, wurden allerdings häufig enteignet oder vertrieben. Es gab innerhalb der USA auch Diskussionen um eine Annexion des gesamten mexikanischen Staatsgebiets, welche mit Verweis auf die unterschiedlichen politischen und kulturellen Verhältnisse in beiden Ländern innerhalb der USA auf Widerstand stießen.
Der mexikanische Präsident Antonio López de Santa Anna verkaufte im Rahmen des sogenannten Gadsden-Kaufs weiteres mexikanisches Territorium an die Vereinigten Staaten, um den USA den Bau einer Eisenbahnlinie durch diese Region zu erleichtern. Dieser Kauf spielte eine wichtige Rolle beim Sturz Santa Annas durch die mexikanischen Liberalen in der Revolution von Ayutla, da er weithin als Verrat gegenüber dem Land angesehen wurde. Während des Sezessionskriegs in den Vereinigten Staaten (1861–65) sah Frankreich unter Napoleon III. die Chance zur Abschaffung der mexikanischen Republik unter dem liberalen Präsidenten Benito Juárez gekommen. Frankreich intervenierte in Folge in Mexiko und installierte den Habsburger Maximilian I. 1864 als Kaiser von Mexiko. Als der Sezessionskrieg im April 1865 mit dem Sieg der Nordstaaten zu Ende ging, rüsteten die USA die Anhänger von Juárez mit Waffen und Munition aus, und richteten Warnungen an Paris, da die Intervention in Mexiko der amerikanischen Monroe-Doktrin widersprach und nicht akzeptiert wurde. Napoleon III. zog schließlich seine Armee zurück, und Kaiser Maximilian wurde 1867 von der mexikanischen Regierung hingerichtet. Die Unterstützung der mexikanischen Regierung gegenüber der ausländischen Intervention stärkte die Beziehungen zwischen beiden Staaten. Im späten 19. Jahrhundert unter der Regierung von Präsident Porfirio Díaz (1876–1911) unterhielten die beiden Länder enge diplomatische und wirtschaftliche Beziehungen. Während der langen Präsidentschaft von Díaz investierten US-amerikanische Geschäftsleute im Bergbau und der Landwirtschaft und beide Länder wurden durch die Eisenbahn miteinander verbunden. Doch Díaz war auch misstrauisch gegenüber dem nördlichen Nachbarn und der Satz „Armes Mexiko! So weit weg von Gott und so nah an den Vereinigten Staaten“ (Pobre México: tan lejos de Dios y tan cerca de los Estados Unidos) wird ihm zugeschrieben.

### 20. Jahrhundert

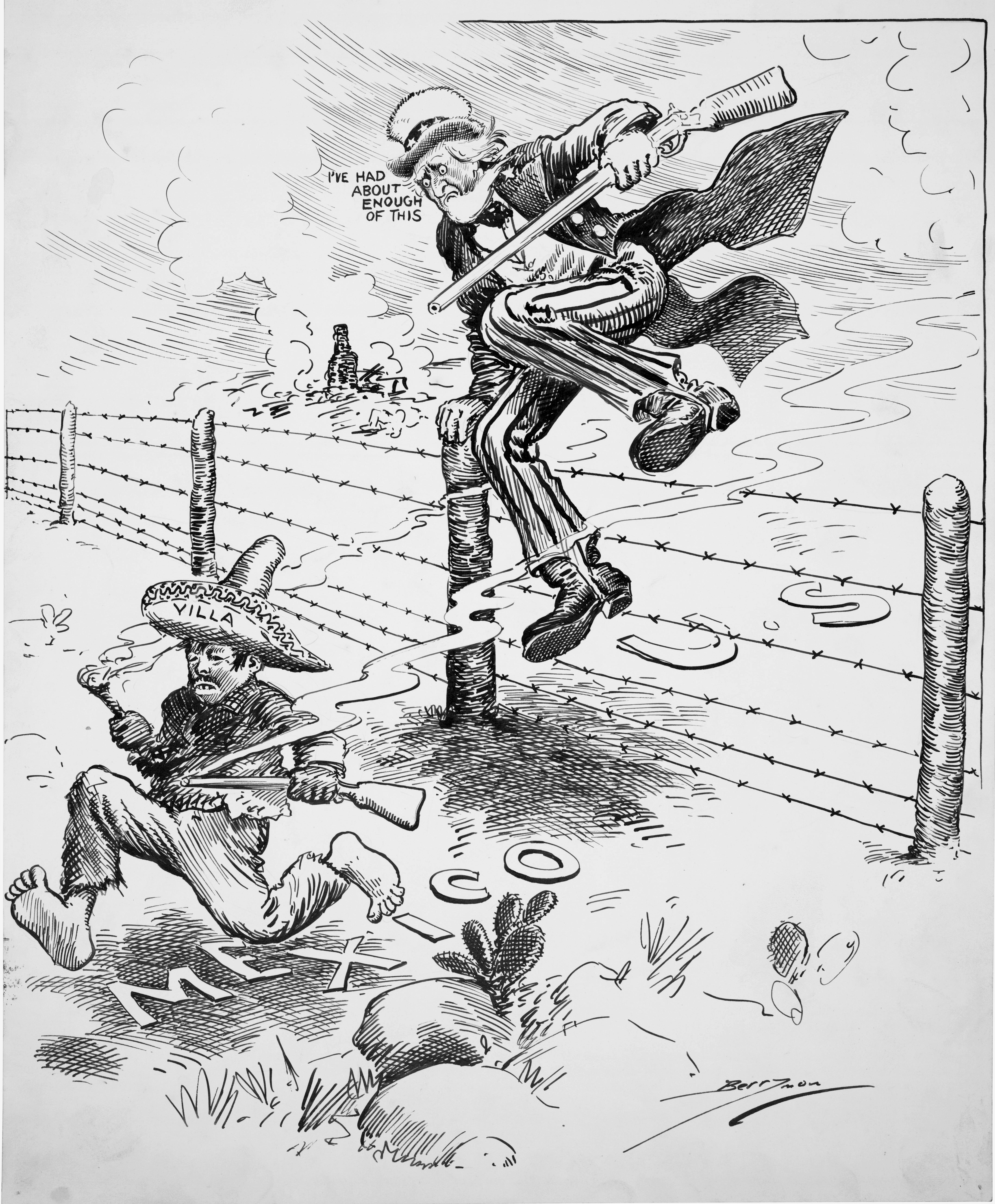
Karikatur zu der Mexikanischen Expedition von 1916

Im Oktober 1909 reiste der US-Präsident William Howard Taft nach Ciudad Juárez, wo er sich mit Porfirio Díaz traf. Das Treffen war historisch, da es der erste ausländische Staatsbesuch eines amtierenden US-Präsidenten und das erste Treffen zwischen den Staatsoberhäuptern der beiden Staaten war. Während des Treffens konnte ein Anschlagsversuch im letzten Moment verhindert werden. Mit dem Sturz von Diaz in der Mexikanischen Revolution unterstützten die USA zuerst dessen Nachfolger Francisco Madero, die Beziehungen verschlechterten sich allerdings bald darauf. Nach der Machtübernahme von Victoriano Huerta in einem Putsch forderten die USA unter Präsident Woodrow Wilson demokratische Wahlen und es kam zum Konflikt. Nachdem Angehörige der US-Marine im Hafen von Tampico von Huertas Soldaten festgenommen worden waren, besetzten die USA 1914 Veracruz für sechs Monate, was den Tod von 160 mexikanischen Soldaten und einer unbekannten Anzahl mexikanischer Zivilisten zur Folge hatte und für antiamerikanische Proteste sorgte. Nachdem Einheiten des mexikanischen Revolutionsführers Pancho Villa die Stadt Columbus in New Mexico überfallen hatten, entsandte Präsident Wilson 1916 eine Strafexpedition unter General John J. Pershing, um Villa zu verhaften. Die Expedition nahm den Rebellen den Nachschub weg, konnte Villa aber nicht festnehmen. Im Januar 1917 sendete das sich im Ersten Weltkrieg befindende Deutsches Reich die Zimmermann-Depesche an Mexiko und bot dem Land ein Militärbündnis zur Rückgewinnung von New Mexico, Kalifornien, Nevada, Arizona und Texas an, welche Mexiko 1848 an die USA verloren hatte. Der britische Geheimdienst fing die Nachricht ab und gab sie an die US-Regierung weiter. Präsident Wilson gab sie an die Presse und verstärkte damit die Forderungen nach einem Eintritt der USA in den Ersten Weltkrieg, welcher kurz darauf erfolgte. Mexiko blieb im Ersten Weltkrieg neutral und lieferte Erdöl an das Vereinigte Königreich. Nach dem Ende der Kriegsphase der mexikanischen Revolution erhoben Amerikaner und Mexikaner Ansprüche für Schäden, die während des jahrzehntelangen Bürgerkriegs entstanden waren. Die Amerikanisch-Mexikanische Anspruchskommission wurde während der Präsidentschaft des Revolutionsgenerals Alvaro Obregón und des US-Präsidenten Calvin Coolidge eingerichtet, um diese Ansprüche zu klären. Obregón war bestrebt, die Probleme mit den USA zu lösen, einschließlich der Frage um die Ausbeutung mexikanischer Erdölvorkommen, um sich die diplomatische Anerkennung der USA zu sichern. Die Verhandlungen führten 1923 zum Bucareli-Vertrag. In den 1920er Jahren vermittelten die USA außerdem unter Botschafter Dwight Morrow im Guerra Cristera, welche zwischen der Regierung und Bauernmilizen, die der katholischen Kirche nahestanden, stattfand.

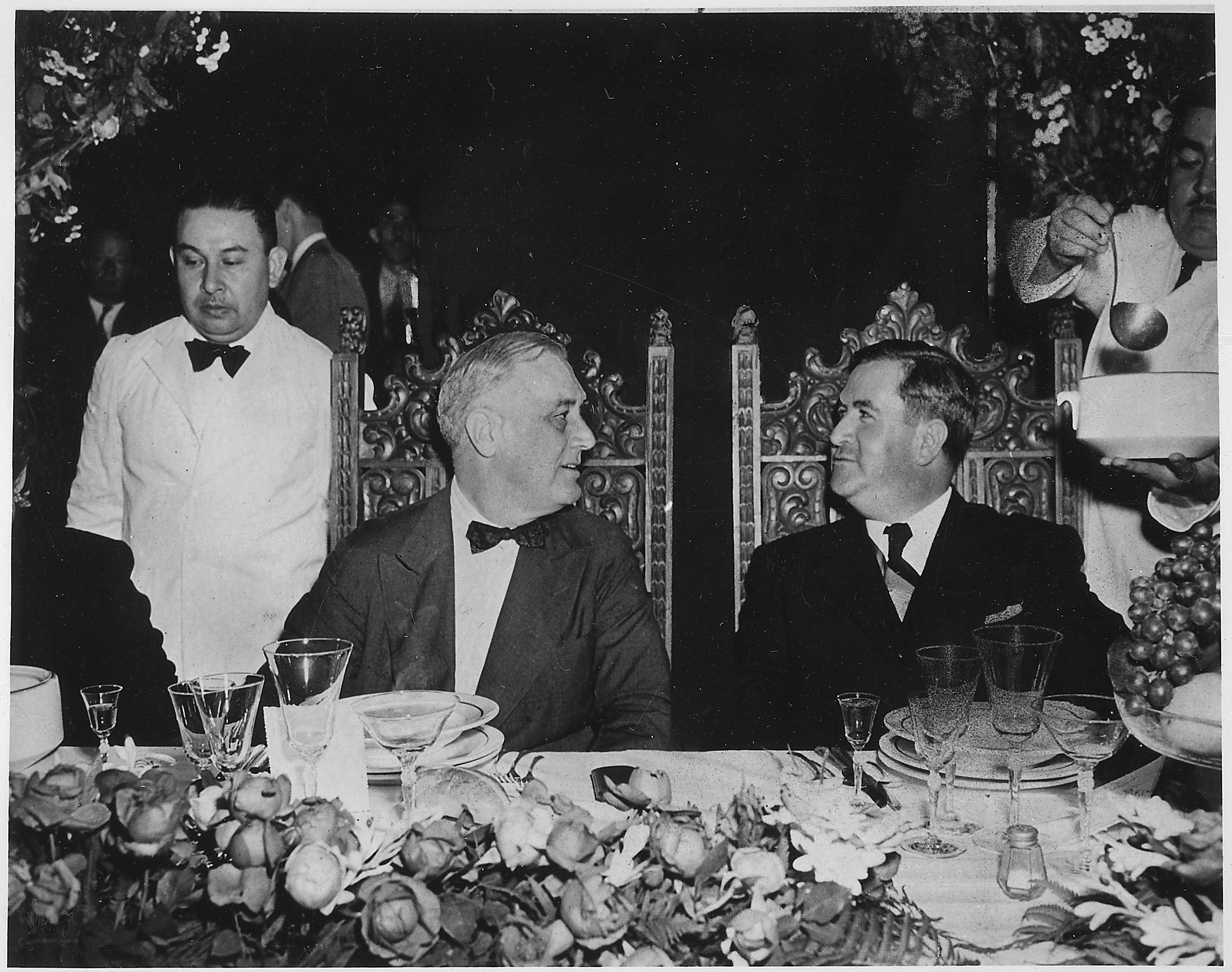
Franklin D. Roosevelt und der mexikanische Präsident Avila Camacho in Monterrey (1946)

In den auf Obregón folgenden Regierungen kam es immer wieder zu Streitigkeiten zwischen den Ländern und 1938 nutzte Präsident Lázaro Cárdenas del Río seine verfassungsmäßigen Befugnisse, um ausländische Ölgesellschaften in Mexiko zu enteignen, und gründete die staatseigenen Petroleos Mexicanos (PEMEX). Cárdenas enteignete auch Agrarflächen, welche sich in amerikanischem Besitz befanden. Ähnliche Vorfälle hatten in der Vergangenheit zu Interventionen der USA in anderen lateinamerikanischen Ländern geführt, allerdings hatten die USA unter Franklin D. Roosevelt inzwischen die Good Neighbor Policy als neue außenpolitische Doktrin angenommen, weshalb sie auf eine Intervention zugunsten amerikanischer Geschäftsinteressen verzichteten. Als die USA 1941 in den Zweiten Weltkrieg eintraten, handelten sie mit dem mexikanischen Präsidenten Manuel Avila Camacho ein Abkommen aus, das eine enge Zusammenarbeit gegen die Achsenmächte vereinbarte und bestehende Differenzen ausräumte. Nachdem deutsche U-Boote begannen, mexikanische Öltanker und Handelsschiffe anzugreifen, erklärte Mexiko den Achsenmächten im Mai 1942 formal den Krieg. Während des Kriegs importierte die USA aus Mexiko Rohstoffe. Als es im Krieg zu Arbeitskräftemangel in den USA kam, wurde 1942 das Bracero-Programm geschlossen, das den Mangel an Arbeitskräften in der Landwirtschaft mit mexikanischen Vertragsarbeitern behob. Das Programm wurde später verlängert. Im Krieg wurde die antifaschistische Propaganda für Lateinamerika von dem Office of the Coordinator of Inter-American Affairs unter der Leitung von Nelson Rockefeller koordiniert und der in Mexiko unter der Linken verbreitete Antiamerikanismus wurde abgeschwächt, da sich die USA in einem Bündnis mit der Sowjetunion befanden. Nach Debatten entsandte Mexiko eine kleine Lufteinheit in den Pazifikkrieg. Es wurde eine Vereinbarung getroffen, so dass 250.000 in den Vereinigten Staaten lebende mexikanische Staatsbürger in den amerikanischen Streitkräften dienen konnten; über 1000 wurden im Kampf getötet.

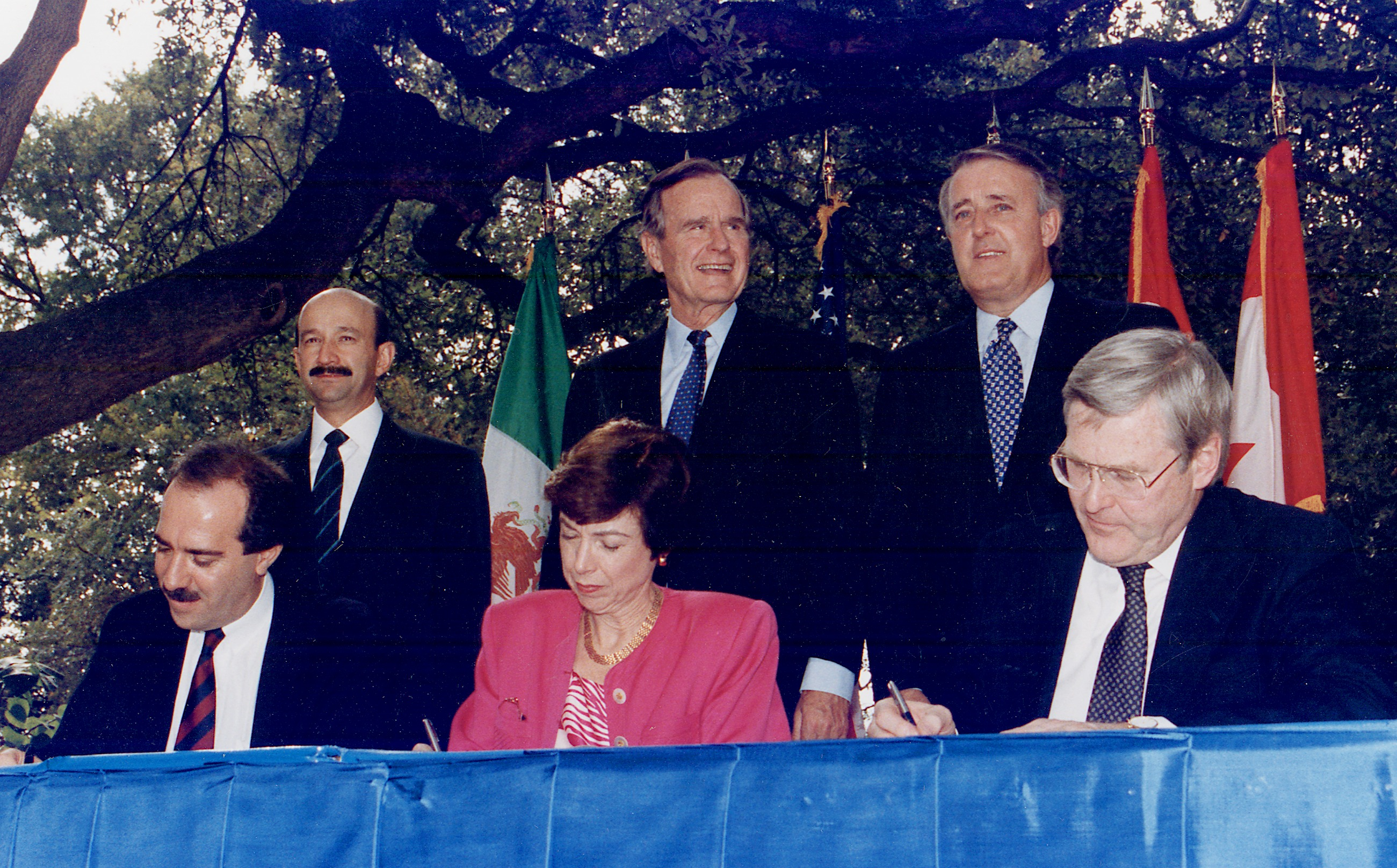
Unterzeichnung von NAFTA (1994)

Die enge Kooperation hatte die Beziehungen der beiden Länder zementiert und der mexikanische Präsident Manuel Avila Camacho traf sowohl mit Franklin D. Roosevelt als auch mit Harry S. Truman persönlich zusammen und trug so zur Festigung der Beziehungen zu den Vereinigten Staaten bei. Nach dem Krieg sank allerdings der Bedarf der USA nach Arbeitskräften und die illegale Immigration aus Mexiko war bereits zu einem signifikanten Problem geworden. Die US Border Patrol verstärkte ihre Kontrolle der Grenze und 1954 und 1955 wurden bei der Operation Wetback eine Million Mexikaner von den USA in ihre Heimat abgeschoben. Mit dem sich verschärfenden Wettbewerb der Supermächte im Kalten Krieg nahm Mexiko eine Position als neutrale Macht ein, welche sich keinem politischen Block anschloss. Unter dem mexikanischen Präsidenten Adolfo López Mateos unterzeichneten die USA und Mexiko am 14. Januar 1964 einen Vertrag zur Beilegung von Grenzstreitigkeiten zwischen den beiden Ländern, wobei die USA ein umstrittenes Gebiet an Mexiko abtraten. Ein Jahr später verabschiedete Mexiko ein Programm zur stärkeren industriellen Entwicklung seiner Grenzregion zu den USA, welches die Ansiedlung von Fabriken förderten, die als Maquiladores bekannt wurden. Ende der 1960er Jahre unter Präsident Richard Nixon verkündeten die USA den Krieg gegen die Drogen und verstärkten ihre Kooperation mit den mexikanischen Behörden, da Mexiko ein wichtiges Transit- und Produktionsland im Drogenhandel geworden war. Es kam aber häufig zu Meinungsverschiedenheiten und die weitverbreitete Korruption der mexikanischen Strafverfolgungsbehörden und Justiz befeuerte das Misstrauen der Vereinigten Staaten. Nach der Tötung des DAE-Agenten Enrique Camarena im Jahre 1985 kam es zu Spannungen zwischen den US-Justizbehörden und der mexikanischen Regierung. In der Folge handelten die USA zunehmend unilateral und führten eigene Operationen zur Bekämpfung des Drogenhandels durch. Intensiviert wurden dagegen die Wirtschaftsbeziehungen mit der Liberalisierung der Wirtschaft Mexikos unter Carlos Salinas de Gortari Ende der 1980er Jahre, die die Basis für die Unterzeichnung des Nordamerikanischen Freihandelsabkommens im Jahre 1994 zwischen den USA, Mexiko und Kanada bildete. Kurz darauf mussten die USA allerdings Mexiko im Rahmen der Tequila-Krise mit einem Notkredit in Höhe von 20 Milliarden US-Dollar aushelfen.

### 21. Jahrhundert

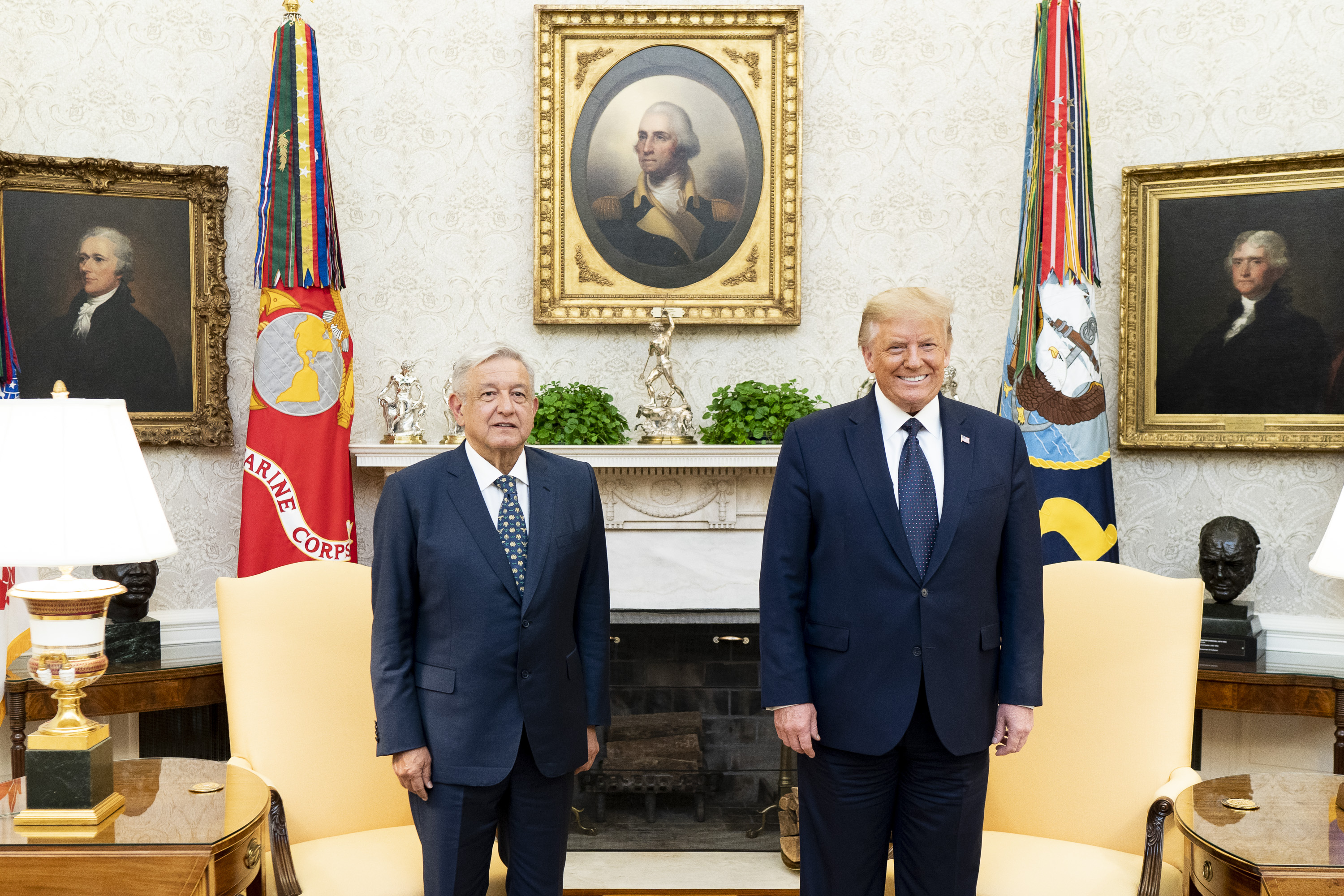
Andrés Manuel López Obrador und Donald Trump (2020)

Im Juli 2000 wurde Vicente Fox zum Präsidenten Mexikos gewählt. Er hatte zuvor lange Zeit für Coca-Cola gearbeitet und vertrat pro-amerikanische Positionen. Die mexikanische Regierung verurteilte zwar die Terroranschläge vom 11. September 2001 und leistete den USA nach dem Hurrikan Katrina beträchtliche Nothilfe, entschied sich aber in ihrem Bemühen um Neutralität in internationalen Angelegenheiten dafür, sich nicht aktiv am Krieg gegen den Terror und am Irakkrieg zu beteiligen. Stattdessen verließ Mexiko 2002 als erste Nation formell und freiwillig den Interamerikanischen Vertrag über gegenseitigen Beistand. Unter Präsident George W. Bush wurden die Grenzanlagen an der amerikanisch-mexikanischen Grenze ausgebaut und 2007 rief er die Mérida-Initiative ins Leben, bei der die USA Mexiko mit Hilfen in einem zunehmenden militarisierten Drogenkrieg unterstützen. Unter seinem Nachfolger Barack Obama wurde die Initiative in Mérida 2.0 umgewandelt, mit einem nun stärkeren Fokus auf die sozialen und ökonomischen Ursachen der Drogenkriminalität. Mit dem Amtsantritt von Donald Trump im Jahre 2017 wurden die Beziehungen beider Länder erheblich belastet. Trump hatte bereits im Wahlkampf mexikanische Migranten beleidigt und als „Vergewaltiger“ bezeichnet, die „Kriminalität und Drogen“ bringen würden. Er beschwerte sich über das Defizit im bilateralen Handel und verlangte, dass Mexiko für seine geplante Mauer bezahlt, welche er an der Grenze mit dem Land errichten wollte. Laut den Angaben seines Verteidigungsministers Mark Esper wollte er auch mit Raketenangriffen auf Mexiko dortige Drogenlabore angreifen. Nachdem er mit Strafzöllen auf Mexiko gedroht hatte, wurde das Handelsabkommen NAFTA neu verhandelt und 2020 durch das United States-Mexico-Canada Agreement (USMCA) ersetzt.
Im Jahr 2023 löste Mexiko die Volksrepublik China als wichtigstes Herkunftsland von Importen in die USA ab.
Eine militärische Intervention der USA, die nach Beginn der zweiten Amtszeit von US-Präsident Donald Trump sechs mexikanische Kartelle zu terroristischen Vereinigungen erklärt hatten, lehnte die mexikanische Staatspräsidentin Claudia Sheinbaum auf Nachfrage von Trump ab, schloss aber ein vertrauliches Abkommen über die Sicherheitszusammenarbeit mit den USA ab.

## Wirtschaftsbeziehungen
Im Jahre 2021 lag das bilaterale Handelsvolumen von Waren und Dienstleistungen bei 725,7 Milliarden US-Dollar. Gehandelt werden zwischen beiden Staaten insbesondere Erdöl und Erdgas aber auch komplexe industrielle Güter wie Maschinen, Elektronik und elektrische Geräte oder Automobile. Mit dem Abschluss des Freihandelsabkommens NAFTA ist Mexiko zu einem wichtigen Investitionsstandort für US-Unternehmen geworden, mit Investitionen in Höhe von über 110 Milliarden US-Dollar (2021). So lassen viele Autobauer in Mexiko für den amerikanischen Markt produzieren, darunter auch große US-Marken wie General Motors und Ford, wo diese von niedrigeren Produktionskosten profitieren. Die US-Investitionen haben für eine veränderte Wirtschaftsgeographie in Mexiko gesorgt, mit vielen Grenzstädten wie Ciudad Juárez oder Tijuana, die komplett auf den Handel mit dem Nachbarland spezialisiert sind. Knapp 80 Prozent der mexikanischen Exporte sind für die USA bestimmt. Mexiko ist auch ein wichtiger Absatzmarkt für US-Unternehmen geworden mit Warenexporten in Höhe von 278 Milliarden US-Dollar. So zählt Mexiko z. B. zu den wichtigsten Absatzmärkten von Coca-Cola-Produkten, was als ein Grund für das weitverbreitete Übergewicht unter vielen Mexikanern gilt.
Der Tourismus ist ebenfalls ein wichtiger Wirtschaftsfaktor in Mexiko und US-Amerikaner stellen die größte Gruppe an ausländischen Touristen im Land. Zwischen Januar und November 2022 besuchten über 11 Millionen Touristen aus den USA das Land.
Mexikaner, die im Ausland leben, überwiesen 2016 über 26 Milliarden US-Dollar in ihr Heimatland. Der größte Teil dieser Überweisungen stammt aus den Vereinigten Staaten. Rücküberweisungen sind damit ein wichtiger Wirtschaftsfaktor, die 2,7 % der Wirtschaftsleistung ausmachen.
Die offenen Grenzen haben seit den 1990ern zu einem Anstieg des Drogenschmuggels geführt. Laut Schätzungen verdienen mexikanische Kartelle jährlich zwischen 19 und 29 Milliarden US-Dollar mit Drogenverkäufen in den USA. Der Drogenhandel hat viele Kartelle so reich gemacht, dass sie die Kontrolle über viele Regionen Mexikos gewonnen haben und das staatliche Gewaltmonopol in Frage stellen.

## Migration

Mexikanische Abstammung nach Bundesstaat (2010)

Mit der Verabschiedung des Immigration Act of 1924, der die Einwanderung aus Süd- und Osteuropa einschränkte, begann die Einwanderung aus Mexiko anzusteigen. In den 1940er Jahren wurde das Bracero-Programm zum größten Anwerbeprogramm aller Zeiten und sorgte in den nächsten 20 Jahren für den Abschluss von 5 Millionen Arbeitsverträgen. Im Jahre 2021 lebten über 37 Millionen mexikanische Amerikaner in den USA, von denen knapp 10 Millionen in Mexiko geboren wurden. Die meisten mexikanischen Amerikaner leben im Südwesten der USA (über die Hälfte in den Bundesstaaten Kalifornien und Texas). Die Bewegung für die Emanzipation der mexikanischen Gastarbeiter begann in den 1950er Jahren unter César Chávez und der als Chicano Movement bezeichneten Bürgerrechtsbewegung der mexikanischen Amerikaner. Es hat sich eine lebendige mexikanisch-amerikanische Kultur und Küche in den USA etabliert.
Auch über die Hälfte aller illegalen Einwanderer in den USA stammte 2017 aus Mexiko, was die Sicherung der Grenze mit Mexiko zu einem umstrittenen politischen Thema in den USA machte. Ab den 2010er Jahren ist die legale und illegale Migration aus Mexiko aber deutlich zurückgegangen und die meisten illegalen Grenzübertritte stammten in den frühen 2020er Jahren von Migranten aus Zentralamerika. Zwischen 2007 und 2019 sank die Anzahl der mexikanischen Migranten im Land sogar.
Eine steigende Anzahl von Einwanderern aus den USA lebt in Mexiko. Zwischen 1,2 und 1,5 Millionen Amerikaner leben in Mexiko (2019). Dazu gehören rückgekehrte mexikanische Amerikaner, aber auch Rentner, die das Land als ihren Altersruhesitz gewählt haben.